# Guadalete
Le Guadalete un fleuve espagnol de la côte atlantique dans la région d'Andalousie.

## Géographie
Le Guadalete prend sa source au nord de la Sierra de Grazalema, dans le Peñón Grande, et se jette dans la baie de Cadix, à Puerto de Santa María.
Jusqu'au milieu du XXe siècle, il a été navigable pour les petits bateaux jusqu'à Jerez de la Frontera. Aujourd'hui, ils ne remontent pas plus haut que le port de Puerto de Santa María.

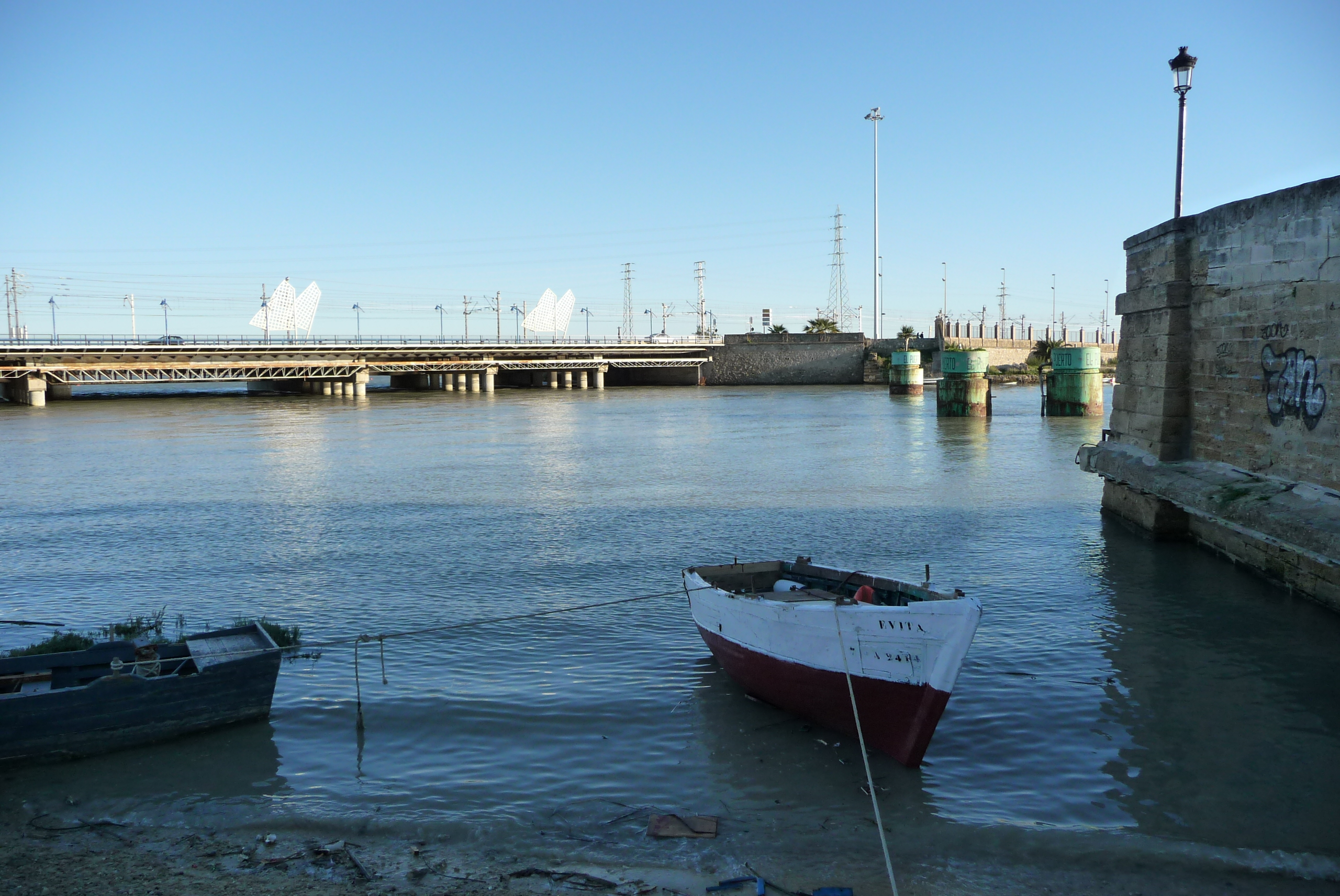
Rio Guadalete à El Puerto de Santa María

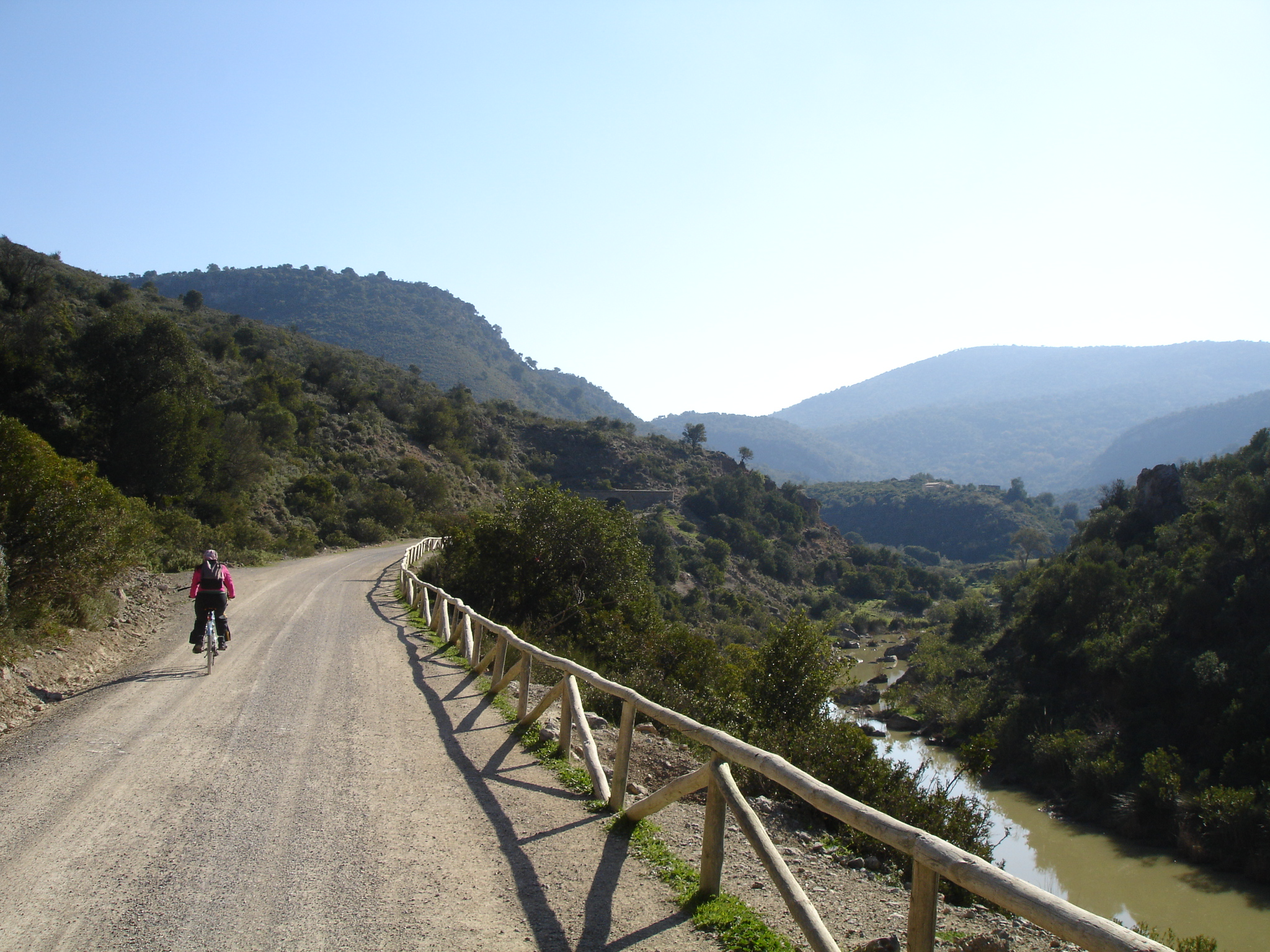
Via Verde de la Sierra de Cádiz